# Gösta Eriksson (Ruderer, 1931)

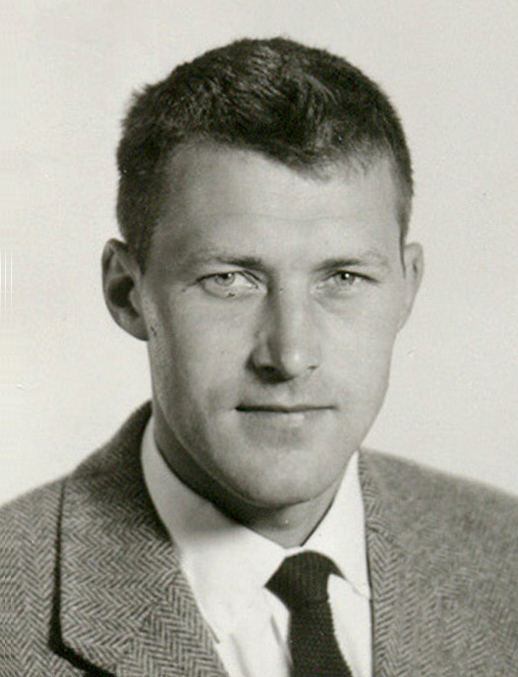
Gösta Eriksson (ca. 1956)

Gösta Gunvald Eriksson (* 26. Januar 1931 in Skee, Gemeinde Strömstad; † 21. August 2024) war ein schwedischer Ruderer, der 1956 eine olympische Silbermedaille gewann.

## Karriere
Eriksson gewann bei den Europameisterschaften 1955 in Gent die Silbermedaille im Vierer mit Steuermann zusammen mit Evert Gunnarsson, Olof Larsson, Ivar Aronsson und Steuermann Bertil Göransson hinter den Argentiniern und vor den Finnen. Alle fünf gehörten auch zum schwedischen Achter, der hinter dem Boot aus der Sowjetunion ebenfalls Silber gewann.
Im Jahr darauf traten die fünf Schweden auch bei den Olympischen Spielen 1956 in Melbourne in beiden Bootsklassen an. Im Vierer gewannen sie die Silbermedaille hinter den Italienern und vor den Finnen. Der schwedische Achter belegte den vierten Platz hinter den Booten aus den Vereinigten Staaten, Kanada und Australien.
Bei den Olympischen Spielen 1960 in Rom trat Eriksson zusammen mit Lennart Hansson im Zweier ohne Steuermann an. Die beiden belegten in ihrem Vorlauf den letzten Platz und traten zum Hoffnungslauf nicht an. Zusammen mit Owe Lostad starteten sie auch im Zweier mit Steuermann. Hier belegten sie im Vorlauf den dritten Platz und schieden als Vierte ihres Hoffnungslaufs aus.
Erikssons Stammverein war der Trollhättans roddsällskap, nur 1955 und 1956 ruderte er mit seiner erfolgreichen Crew beim Roddklubben Three Towns in Kungälv. Eriksson war als Ruderer vielseitig; er gewann schwedische Meistertitel in allen olympischen Bootsklassen, sowohl im Skullboot als auch im Riemenboot.